# Sylvan Goldman
Sylvan Nathan Goldman (Ardmore (Oklahoma), 15 november 1898 – Oklahoma City, 25 november 1984) was een Amerikaans ondernemer en uitvinder van de winkelwagen.

## Biografie
De in de Amerikaanse staat Oklahoma geboren en getogen Goldman zette, na een carrière in de groothandel, samen met zijn broer in de jaren 1930 in Oklahoma City de supermarktketen Humpty Dumpty op. Als eigenaar zag hij dat klanten veel moeite hadden met de winkelmandjes omdat die te weinig ruimte boden voor alle boodschappen. Toen hij op een avond laat op kantoor aan het werk was kreeg hij een ingeving toen hij een vouwstoel zag staan. Hij bedacht dat met een soort verrijdbare vouwstoelconstructie een klant met twee mandjes tegelijk kon winkelen – en dus meer kon kopen.
Samen met onderhoudsman Fred Young bouwde Goldman een prototype van wat de eerste winkelwagen zou gaan worden. Het bestond uit een inklapbaar metalen frame met vier wieltjes waarin twee winkelmanden boven elkaar geplaatst konden worden. In 1937 richtte Goldman de Folding Carrier Basket Company op – het huidige Unarco – voor massaproductie van de wagens. Op 4 juni van dat jaar introduceerde Goldman de winkelwagentjes in zijn supermarktketen Humpty Dumpty.
Ondanks het gebruiksgemak werden de winkelwagens door de klanten niet gebruikt. Mannen vonden dat ze te vrouwelijk waren en de vrouwen vonden dat ze te veel leken op kinderwagens. Om het gemak de winkelwagen te demonstreren huurde Goldman modellen in, mannen en vrouwen van alle leeftijden. De winkelwagen werd snel een groot succes en Goldman verdiende een fortuin aan de octrooiroyalty's.